# El virgo de Visanteta (película de 1979)
El virgo de Visanteta (o también en castellano El virgo de Vicentita) es una película española de 1979, dirigida por Vicente Escrivá e inspirada en el sainete erótico "El Virgo de Vicenteta i l'alcalde de Favara o El parlar bé no costa un patxo" escrito por Josep Bernat Baldoví en 1845. Está protagonizada por María Rosario Omaggio, Antonio Ferrandis, Josele Román, José María Angelat, Queta Claver y Pepe Sancho, entre otros.
Cuando se estrenó (en 1979), se hizo muy popular, y sigue siendo un mito del imaginario colectivo valenciano. Hubo una segunda parte, llamada Visanteta, estáte quieta (Visanteta, esta-te queta) (1979).
Se trata de una adaptación de la obra de Bernat Baldoví con los toques humorísticos del cine español de esa época, conocida como el destape, donde se suceden escenas y diálogos llenos de erotismo que, en este caso se justificaban por el tono del referente literario, que servía de coartada cultural para la desnudez y que seguía el mismo planteamiento de La lozana andaluza (1976), con parte del mismo equipo técnico (director) y artístico (protagonista femenina).
El eslogan en valenciano del cartel de cine decía: "A la fi, desde 1845,via lliure per a l'obra més desvergonyida i graciosa del País Valencià" (en la versión castellana: "Por fin, desde 1845, vía libre para la obra más desvergonzada y graciosa del País Valenciano").

## Sinopsis
La trama ocurre en el pueblo de Favara (Ribera Baixa) y narra dos historias entrelazadas: la de una joven y virginal Visanteta (interpretada por la actriz italiana Maria Rosaria Omaggio) que, a partir de su interpretación de Santa Bárbara en una obra folclórico-religiosa, cuenta con una especie de fuerza sobrenatural a su favor que consiste en una ayuda divina cada vez que está a punto de mantener una relación sexual; la segunda muestra la relación entre un matrimonio del pueblo.

## Reparto
- Maria Rosaria Omaggio como Visanteta (Vicenteta)
- Antonio Ferrandis como Tío Collons
- José Sancho como Pascualo
- Josele Román como Roseta
- José María Angelat como El alcalde
- Queta Claver como Tomasa
- Luis Barbero como El cura
- Tony Valento como Quico
- José Yepes
- José Albiach
- Rosita Amores
- Andrea Del Boca
- Pedro del Río
- Emilio Fornet como Secretario
- Verónica Llimera
- Fedra Lorente
- Bárbara Lis
- Enrique Marzal
- Joan Monleón
- Ramón Pons
- Eva Robin
- Francisco Sanz